# Barangay
En barangay (Filippinsk: baranggay) er den mindste administrative enhed i Filippinerne. Udtrykket anvendes ligeledes på en landsby, et afsnit eller et kvarter. Kommuner og uafhængige byer i Filippinerne er sammensat af barangays. Historisk er en barangay en samling på 50 til 100 familier, svarende til mellem 100 og 500 personer.
Hver barangay er styret af en en valgbar direktør (punong barangay), og disse igen danner et råd (sangguniang barangay), hvori indgår rådgiverne (kagawad). Hver bangay tæller også en ungdomsorganisation (Sangguniang Kabataan eller SK). Den 30. september 2014 var der i Filippinerne 42.029 barangays.